# Sundamys
Sundamys és un gènere de rosegadors de la família dels múrids. Les tres espècies d'aquest grup són oriündes de les Illes de la Sonda. Tenen una llargada de cap a gropa de 18–30 cm, la cua de 18–37 cm i un pes de 200–650 g. El seu hàbitat natural són els boscos tropicals situats a altituds de fins a 2.700 msnm. El nom genèric Sundamys significa ‘ratolí de la Sonda’ en llatí.